# Soechoj Soe-7
De Soechoj Soe-7 (Russisch: Су-7) (NAVO-codenaam: Fitter) was een straalaangedreven jachtbommenwerper ontworpen door Soechoj en gebruikt door de Sovjet-Unie en haar bondgenoten.

## Ontwikkeling
Het prototype, aangeduid S-1 'Strela', vloog voor het eerst op 7 september 1955, en werd voor het eerst aan de wereld getoond op de 1956 luchtvaartdag op Toesjino. Hij had een 62° pijlvleugel met Fowler flaps, een conventionele staart en Soechoj's onderscheidende luchtremmen op de achterkant van de romp. De grote romp was ontworpen rondom de afmetingen van de Lyulka AL-7 turbojet. Ondanks zijn afmetingen was de interne ruimte voor brandstof en avionica erg klein. De motor werd gevoed door een inlaat in de neus, met een kegel die de radar bevatte.
De Soe-7 was in eerste instantie bedoeld als jager tegen de NAVO's F-100 Super Sabre en F-101 Voodoo jagers, in dienst bij de USAF. De Fitter had twee Noedelman Richter NR-30 30 mm snelvuurkanonnen in de vleugelwortels met 70 patronen elk. Vroege modellen hadden de mogelijkheid tot een pod met raketten onder de romp, maar dit werd al snel afgedaan. De Soe-7 kwam in dienst in 1958, maar in 1959 werd besloten dat de jagerbehoefte van de Sovjet-Unie beter werd gediend door de MiG-21 en de productie van de Soe-7 jagers werd beëindigd nadat er minder dan 200 toestellen waren gebouwd. Als Soe-7B vond de Fitter al gauw een nieuwe rol, als jachtbommenwerper, en kwam in dienst in 1961. In Sovjet-dienst was zijn belangrijkste taak het vervoeren van tactische kernwapens.
De strijdcapaciteit van de Soe-7 was beperkt. Met een kleine interne brandstofvoorraad van maar 2.940 liter was zijn operationele radius erg klein, zelden meer dan ongeveer 300 km en hij had bij volle belading al helemaal geen bruikbaar bereik. Opstijg- en landingssnelheden lagen ook erg hoog, waardoor er lange startbanen nodig waren. De Soe-7BKLs hadden voorbereiding voor JATO, maar dit maakte de logistiek alleen maar moeilijker, dus werd het zelden gebruikt. Een extra probleem bij de vroege modellen was dat de naverbrander 6 tot 7 seconden nodig had om te starten, een handicap in de strijd.
In het voordeel werkte dat de Fitter erg makkelijk te vliegen was. De stuurorganen waren zwaar te bedienen, maar het toestel was vergeeflijk en reageerde voorspelbaar. De dorstige motor zorgde wel voor een exceptionele klimsnelheid en hoge snelheid op lage hoogte. Daarnaast was het gehele toestel zeer robuust, makkelijk te onderhouden en goedkoop in de vlucht, afgezien van het brandstofverbruik. Ondanks zijn limitaties was de Soe-7 erg populair bij zijn piloten. De Soe-7 kwam in actie in de Zesdaagse Oorlog van 1967 en conflicten tussen India en Pakistan. Hoewel het meest gebruikt in de grondaanvalsrol, schoot een Indiase Soe-7 een Pakistaanse Shenyang F-6 (Chinese kopie van de MiG-19) neer in de Indiaas-Pakistaanse Oorlog van 1971.
De limitaties van de Soe-7, met name de opstijgafstand, leidde tot het ontwikkelen van de Soe-17, met verstelbare vleugels. De Soe-7 bleef toch nog in dienst gedurende de jaren 80. hij werd met duizenden geëxporteerd naar andere landen, zowel binnen als buiten het Warschaupact.

## Varianten
De eerste productieversie was de Soe-7 jager. Nadat hij een andere taak had gekregen, namelijk jachtbommenwerper, werd de productie gewijzigd in de Soe-7B. In deze rol had hij bommen en ongeleide raketten op twee pylonen onder de vleugels, allebei geclassificeerd voor 500 kg elk, later 750 kg, en twee pylonen onder de romp, ook voor 500 kg. Met tanks werd de maximale last nog maar 1.000 kg. De fabrieksaanduiding voor alle Soe-7 aanvalsvarianten was S-22.
De Soe-7B werd in productie opgevolgd door de Soe-7BM in 1963 met een krachtigere en betrouwbaardere AL-7F1-150 motor met 98 kN stuwkracht. Het was de eerste variant in Sovjetdienst die tactische kernwapens droeg. In 1965 werd dit model opgevolgd door de Soe-7BKL, welke de mogelijkheid tot het opereren op slecht terrein. Dit door middel van grotere wielen, voorzieningen voor JATO en een ongewone set van kleine ski's aan het hoofdlandingsgestel welke de last verdelen over een groter oppervlak wanneer de wielen zouden wegzakken. Daarnaast kreeg hij ook twee remparachutes en een nieuwe AL-7F1-250 motor. Vanaf 1969 kregen de Soe-7s twee extra pylonen onder de vleugels, voor 250 kg elk. Enkele eerdere toestellen kregen deze modificatie ook. De Soe-7BKL was het meest gebouwde model, met ongeveer 500 gebouwde toestellen tot 1971. Het exportmodel, gebaseerd op de Soe-7BM met enkele modificaties, was de Soe-7BMK, geproduceerd vanaf 1965 voor niet-Warschaupact gebruikers.
Er werd ook een tweezits-trainerversie gebouwd, de Soe-7U (NAVO: 'Moujik') en een exportversie, de Soe-7UMK. Bij de tweezitter werd de voorste romptank verwijderd, waardoor de brandstofcapaciteit afnam met 200 kg, maar is verder klaar voor de strijd. Het zicht vanaf de achterste zitplaats was slecht.
Een prototype met verstelbare vleugel, de Soe-7IG van 1966, werd de basis voor de latere Soe-17.